# 泰尔奈
泰尔奈（法語：Ternay，法語發音：[tɛʁnɛ]）是法国罗讷省的一个市镇，属于里昂区。

## 地理
泰尔奈（45°36'8"N, 4°48'38"E）面积8.06 平方千米，位于法国奥弗涅-罗讷-阿尔卑斯大区罗讷省，该省份为法国中东部省份，北起顺时针与索恩-卢瓦尔省、安省、里昂大都会、伊泽尔省和卢瓦尔省接壤。
与泰尔奈接壤的市镇（或旧市镇、城区）包括：格里尼、罗讷河畔塞雷赞、罗讷河畔沙斯、日沃尔、科米奈。

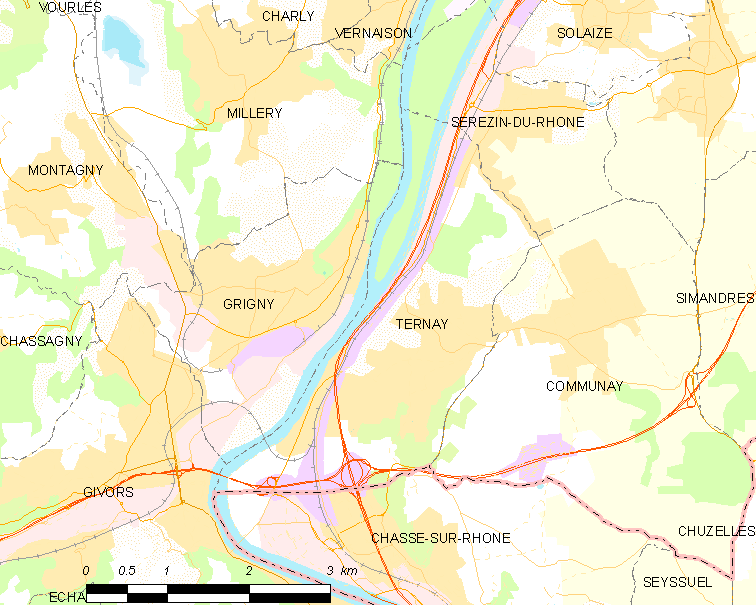
泰尔奈的OSM定位图

泰尔奈的时区为UTC+01:00、UTC+02:00（夏令时）。

## 行政
泰尔奈的邮政编码为69360，INSEE市镇编码为69297。

## 政治
泰尔奈所属的省级选区为奥宗河畔圣桑福里安县。

## 人口

1962-2008年间泰尔奈人口变化图示

泰尔奈于2022年1月1日时的人口数量为5582人。